# 小行星1445
小行星1445（1445 Konkolya）是一颗围绕太阳公转的小行星。1938年1月6日，庫林·捷爾吉在布达佩斯发现了此天体。
該小行星以米克羅斯·塞格·康科萊（Thege Miklós Konkoly）命名。
这颗小行星的绝对星等为271.78977等。